# Quinwood
Quinwood is een plaats (town) in de Amerikaanse staat West Virginia, en valt bestuurlijk gezien onder Greenbrier County.

## Demografie
Bij de volkstelling in 2000 werd het aantal inwoners vastgesteld op 435.
In 2006 is het aantal inwoners door het United States Census Bureau geschat op 419, een daling van 16 (-3,7%).

## Geografie
Volgens het United States Census Bureau beslaat de plaats een oppervlakte van
1,3 km², geheel bestaande uit land. Quinwood ligt op ongeveer 896 m boven zeeniveau.

## Plaatsen in de nabije omgeving
De onderstaande figuur toont nabijgelegen plaatsen in een straal van 28 km rond Quinwood.